# Alchorneae
Alchorneae es una tribu de la subfamilia Acalyphoideae, perteneciente a la familia Euphorbiaceae. Comprende dos subtribus y 7 géneros. El género tipo es: Alchornea Sw.

## Géneros
Subtribu Alchorneinae
Alchornea
Aparisthmium
Bocquillonia
Orfilea
Subtribu Conceveibinae
Conceveiba
Gavarretia
Polyandra
Según NCBI
- Alchornea, Aparisthmium, Aubletiana, Bocquillonia, Conceveiba, Gavarretia.